# Léon Noël (comédien)
Pour les articles homonymes, voir Léon Noël et Noël (homonymie).
Léon Noël,  de son vrai nom Léon Grosset, né le 21 avril 1844 à Paris 9e et mort le 19 novembre 1913 à Paris 12e, est un acteur de théâtre français.

## Biographie
Enfant de Paris, il avait débuté à la Salle Beethoven, où il jouait en 1865 dans Les Trois Ivresses. L’année suivante, il passait à la petite Salle des Délassements-Comiques ; puis il était le pensionnaire du Théâtre Parisien, et du Théâtre des Folies Saint-Antoine.
Dans ces différents théâtres, il a joué des rôles de tous les emplois. Remarqué par des directeurs de scènes plus importantes, il a été engagé à l’Athénée, en 1869. L’année de la guerre, en 1870, il était le pensionnaire du théâtre Beaumarchais et, continuant à jouer le drame, il a signait, en 1871, avec le directeur du Château-d’Eau.
Il a continué alors une belle carrière. En 1872, il était au Châtelet, puis en 1873, à l’Ambigu, où, entre autres rôles, il a interprété avec un grand succès, celui de Choppard du Courrier de Lyon. Respectant toutes les traditions du créateur Paulin Ménier (d), il s’est fait une tête qu’ont copiée après lui tous les artistes appelés à jouer le fameux personnage de ce vieux mélodrame.
On le retrouve au Petit Théâtre-Taitbout, où a débuté Guy, puis il s’en est allé à Berlin où il est resté deux ans.
Il est revenu à Paris pour être engagé aux Folies-Dramatiques en 1879, puis il a été successivement le pensionnaire du Palace-Théâtre, de la Gaîté où il a joué de 1881 à 1884, de la Porte Saint-Martin, où il est resté six ans.
En 1890, il est entré au Gymnase puis au Châtelet et à la Renaissance. Dans tous ces divers théâtres, il fit de nombreuses créations ; et parmi celles-ci, L’Obstacle, Mon Oncle Barbassou, Musotte au Gymnase, Les Rois à la Renaissance.
Lorsque Alexandre Bisson a fait représenter La Femme X à la Porte-Saint-Martin, il a été de la distribution. En 1911, Hertz et Coquelin, désirant reprendre Le Courrier de Lyon à l’Ambigu, l’avaient fait appeler, mais une chute grave dans un escalier du théâtre l’a empêché de remplir son engagement.
Surnommé « le roi du mélodrame », Léon Noël a eu une forte influence sur les débuts de Louis Jouvet, qu’il approche après un spectacle et dont il suivra les cours d’art dramatique jusqu’en 1910. Ils ont effectué une tournée ensemble. Tous les comédiens qui avaient appartenu aux différents théâtres du boulevard se souvenaient de leur camarade Léon Noël, grand et d’une imposante corpulence, dont les cheveux frisés tombaient sur la nuque, portant des cols rabattus et une cravate Lavallière, et qui, par sa bonhomie, s’était acquis les sympathies d’un grand nombre d’artistes.
Dès qu’un rôle lui était confié, aussitôt il essayait de faire une composition très pittoresque et originale. Ayant le don se savoir se maquiller d’une saisissante façon, il dessinait des silhouettes qui impressionnaient toujours les spectateurs. Il aimait son métier, la profession de comédien fut chez lui une véritable vocation, et c’est en travaillant courageusement que cet excellent et consciencieux artiste est arrivé à se faire un nom au théâtre.
Il est mort à l’hôpital Saint-Antoine, une huitaine de jours après y être entré pour une maladie de cœur. À l’issue de ses obsèques célébrées à l’hôpital Saint-Antoine, il a été inhumé dans un caveau de famille au cimetière du Père-Lachaise, puis dans une tombe surmontée d’un buste en bronze sculpté par Gustave Deloye.

## Réception
« Léon Noël a prouvé une fois de plus ce que je ne cesse de répéter depuis dix ans que c’est un des meilleurs comédiens de ce temps »

— Francisque Sarcey. Citation lisible sur la tombe de Léon Noël.